# Anthony Gill
Anthony Remeral Gill, né le 17 octobre 1992 à Charlottesville en Virginie, est un joueur américain de basket-ball évoluant au poste d'ailier fort et mesurant 2,01 m.

## Biographie
Il joue pendant quatre ans en Europe avec Yeşilgiresun Belediye (en) et le Khimki Moscou.
Le 20 novembre 2020, il signe deux ans avec les Wizards de Washington.

## Palmarès

### Universitaire
- AP Honorable mention All-American (2015)
- 2× Third-team All-ACC (2015, 2016)

## Statistiques

### Universitaires
| Saison    | Équipe         | Matchs | Titul. | Min./m | % Tir | % 3pts | % LF | Rbds/m. | Pass/m. | Int/m. | Ctr/m. | Pts/m. |
| --------- | -------------- | ------ | ------ | ------ | ----- | ------ | ---- | ------- | ------- | ------ | ------ | ------ |
| 2011-2012 | South Carolina | 31     | 26     | 25,3   | 45,3  | 39,3   | 64,6 | 4,70    | 1,10    | 0,50   | 0,30   | 7,60   |
| 2013-2014 | Virginia       | 34     | 6      | 19,8   | 58,7  | –      | 62,7 | 4,00    | 0,40    | 0,30   | 0,50   | 8,60   |
| 2014-2015 | Virginia       | 34     | 30     | 25,3   | 58,2  | 0,0    | 67,7 | 6,50    | 0,90    | 0,90   | 0,50   | 11,60  |
| 2015-2016 | Virginia       | 37     | 37     | 28,0   | 58,0  | 100,0  | 74,6 | 6,10    | 0,80    | 0,60   | 0,60   | 13,80  |
| Carrière  | Carrière       | 139    | 99     | 24,6   | 55,6  | 41,9   | 68,0 | 5,30    | 0,80    | 0,60   | 0,50   | 10,50  |

### Professionnelles

#### Saison régulière
| Saison    | Équipe     | Matchs | Titul. | Min./m | % Tir | % 3pts | % LF | Rbds/m. | Pass/m. | Int/m. | Ctr/m. | Pts/m. |
| --------- | ---------- | ------ | ------ | ------ | ----- | ------ | ---- | ------- | ------- | ------ | ------ | ------ |
| 2020-2021 | Washington | 26     | 4      | 8,4    | 50,0  | 29,2   | 81,3 | 2,00    | 0,40    | 0,40   | 0,20   | 3,10   |
| 2021-2022 | Washington | 44     | 0      | 10,5   | 56,9  | 53,8   | 80,8 | 1,90    | 0,60    | 0,10   | 0,30   | 4,10   |
| 2022-2023 | Washington | 59     | 8      | 10,6   | 53,8  | 13,8   | 73,1 | 1,70    | 0,60    | 0,10   | 0,20   | 3,30   |
| Carrière  | Carrière   | 129    | 12     | 10,1   | 54,2  | 31,6   | 77,0 | 1,80    | 0,60    | 0,20   | 0,20   | 3,50   |

#### Playoffs
| Saison   | Équipe     | Matchs | Titul. | Min./m | % Tir | % 3pts | % LF | Rbds/m. | Pass/m. | Int/m. | Ctr/m. | Pts/m. |
| -------- | ---------- | ------ | ------ | ------ | ----- | ------ | ---- | ------- | ------- | ------ | ------ | ------ |
| 2021     | Washington | 4      | 0      | 8,3    | 0,0   | 0,0    | –    | 1,00    | 0,00    | 0,00   | 0,00   | 0,00   |
| Carrière | Carrière   | 4      | 0      | 8,3    | 0,0   | 0,0    | –    | 1,00    | 0,00    | 0,00   | 0,00   | 0,00   |